# Клинтън (Юта)
Вижте пояснителната страница за други значения на Клинтън.
Клинтън (на английски: Clinton) е град в окръг Дейвис, щата Юта, САЩ. Клинтън е с население от 12 585 жители (2000) и обща площ от 14,3 km². Намира се на 1339 m надморска височина. ЗИП кодът му е 84015, а телефонният му код е 801.